# Vrakfisk
Vrakfisk (Polyprion americanus) är en fisk i familjen vrakfiskar som finns utanför större delen av Atlantens kuster samt i Indiska oceanen och kring Nya Zeeland. Den kallas även vrakabborre.

## Utseende
Vrakfisken har en hög, från sidorna sammantryckt kroppsform. Huvud och mun är stora, och gällocket har en tydlig, vågrätt ribba. Färgen varierar, men ovansidan är vanligen brungrå i mörkare eller ljusare toner, vanligtvis med fläckar i gultaktigt beige eller gråbrunt. Buken saknar fläckar och är beige, brunaktig till gråblå. Ungfiskarna har svarta fläckar på huvud och kropp. Den maximala längden är 210 cm och maxvikten 100 kg, men fisken är ofta mindre.

## Utbredning
Utbredningsområdet omfattar större delen av Atlantens kustnära områden: I öster finns den från Norge och Brittiska öarna över Medelhavet, Kanarieöarna, Madeira, Kap Verde och Tristan da Cunha till Sydafrika; i väster finns den från Newfoundland i Kanada till North Carolina i USA samt från Uruguay till Argentina. Den finns också i västra Indiska oceanen vid Saint-Paul- och Amsterdamöarna samt i sydvästra Stilla havet vid Nya Zeeland. Vrakfisken har påträffats i Skandinavien, förutom i Norge även i Danmark och Sverige.

## Vanor
Vrakfisken finns vanligtvis på klippbottnar, intill vrak och i grottor på ett djup mellan 40 och 600 m, dock vanligast mellan 100 och 200 m. De vuxna fiskarna är ensamlevande bottenfiskar. Födan består av stora kräftdjur, bläckfiskar och bottenfiskar.

### Fortplantning
Arten leker under sommaren. Ungarna är pelagiska stimfiskar som gärna gömmer sig under flytande föremål.

## Ekonomisk betydelse
Vrakfisken är en populär matfisk som saluförs både färsk och frusen. Fångsterna har minskat, men IUCN har ändå valt att klassificera den under kunskapsbrist ("DD"); osäkerheten om beståndets storlek är hög på grund av artens undangömda levnadssätt.